# Comatulides
Comatulides is een geslacht van haarsterren uit de familie Comatulidae.

## Soort
- Comatulides decameros (A.H. Clark, 1908)